# West Fork
West Fork és una població dels Estats Units a l'estat d'Arkansas. Segons el cens del 2000 tenia 2.042 habitants.

## Demografia
Segons el cens del 2000, West Fork tenia 2.042 habitants, 750 habitatges, i 600 famílies. La densitat de població era de 236,8 habitants/km².
Dels 750 habitatges en un 41,2% hi vivien nens de menys de 18 anys, en un 63,3% hi vivien parelles casades, en un 12,1% dones solteres, i en un 19,9% no eren unitats familiars. En el 16,4% dels habitatges hi vivien persones soles el 7,6% de les quals corresponia a persones de 65 anys o més que vivien soles. El nombre mitjà de persones vivint en cada habitatge era de 2,72 i el nombre mitjà de persones que vivien en cada família era de 3,04.
Per edats la població es repartia de la següent manera: un 30% tenia menys de 18 anys, un 8,1% entre 18 i 24, un 30,2% entre 25 i 44, un 21,8% de 45 a 60 i un 9,8% 65 anys o més.
L'edat mediana era de 33 anys. Per cada 100 dones de 18 o més anys hi havia 92,1 homes.
La renda mediana per habitatge era de 37.356 $ i la renda mediana per família de 41.818 $. Els homes tenien una renda mediana de 30.037 $ mentre que les dones 24.091 $. La renda per capita de la població era de 14.976 $. Entorn de l'11,6% de les famílies i el 13,8% de la població estaven per davall del llindar de pobresa.

## Poblacions més properes
El següent diagrama mostra les poblacions més properes.